# Municipio de Big Prairie (Misuri)
El municipio de Big Prairie (en inglés: Big Prairie Township) es un municipio ubicado en el condado de Nueva Madrid en el estado estadounidense de Misuri. En el año 2010 tenía una población de 3419 habitantes y una densidad poblacional de 12,97 personas por km².

## Geografía
El municipio de Big Prairie se encuentra ubicado en las coordenadas 36°46′58″N 89°33′28″O / 36.78278, -89.55778. Según la Oficina del Censo de los Estados Unidos, el municipio tiene una superficie total de 263.69 km², de la cual 263.23 km² corresponden a tierra firme y (0.18%) 0.46 km² es agua.

## Demografía
Según el censo de 2010, había 3419 personas residiendo en el municipio de Big Prairie. La densidad de población era de 12,97 hab./km². De los 3419 habitantes, el municipio de Big Prairie estaba compuesto por el 87.13% blancos, el 9.51% eran afroamericanos, el 0.26% eran amerindios, el 1.55% eran asiáticos, el 0.06% eran isleños del Pacífico, el 0.32% eran de otras razas y el 1.17% pertenecían a dos o más razas. Del total de la población el 1.23% eran hispanos o latinos de cualquier raza.